# Trolsa

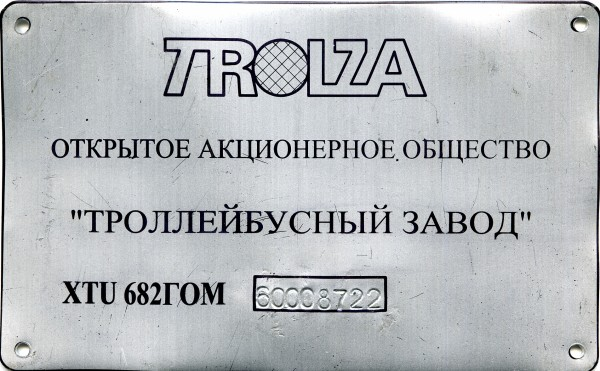
Das Logo des Trollejbusny Sawod auf dem Fabrikschild eines Oberleitungsbusses des Typs SiU-682G-016.03, gefertigt im Jahr 2006

Trollejbusny Sawod (russisch ЗАО «Троллейбусный завод», abgekürzt Тролза – Trolsa oder Trolza in englischer Transliteration, Oberleitungsbus-Werk) ist ein russischer Hersteller von Oberleitungsbussen mit Sitz in Engels, Oblast Saratow. Bis 1996 wurde der Betrieb Sawod imeni Urizkogo (Urizki-Werk), abgekürzt SiU, genannt.

## Geschichte
Die Geschichte des Betriebes begann im Jahr 1868, als er nahe der Ortschaft Radiza im Ujesd Brjansk des Gouvernements Orjol unter dem Namen Dampflokomotivbaufabrik Radiza (russisch Радицкий паровозостроительный завод) gegründet wurde. Dieses Werk stellte Dampflokomotiven, Eisenbahnwagen und andere Eisenbahnfahrzeuge her. 1919 wurde schließlich der Betrieb wie auch die Arbeitersiedlung nach dem Revolutionär Moissei Solomonowitsch Urizki umbenannt. Seither trug er die neue offizielle Bezeichnung Urizki-Waggonbaufabrik (russisch Урицкий вагоностроительный завод). Nach dem Kriegsausbruch zwischen der Sowjetunion und dem Dritten Reich verlegte man den Betrieb an seinen heutigen Ort. Während der Kriegszeit diente er der Rüstungsproduktion.
In die Zeit nach dem Ende des Zweiten Weltkrieges fällt die rasante Entwicklung und Verbreitung von Oberleitungsbussen im öffentlichen Verkehr der sowjetischen Städte. Der einzige sowjetische Hersteller von Oberleitungsbussen war zu jener Zeit das militärische Werk Nr. 82 im damaligen Moskauer Vorort Tuschino. Im Jahr 1950 gab dieser Betrieb den zivilen Maschinenbau auf und kehrte zur Fertigung von Militärflugzeugen zurück.
Nach einer Entscheidung der sowjetischen Führung sollte nun die Urizki-Waggonbaufabrik Oberleitungsbussen in großer Stückzahl fertigen. Im Jahr 1951 baute der Betrieb in Engels, jetzt Urizki-Werk genannt, seinen ersten Oberleitungsbus vom Typ MTB-82. Von den 1960er-Jahren bis zum Zerfall der Sowjetunion war das SiU der weltweit größte Hersteller von Oberleitungsbussen. Der Produktionsumfang stieg auf über 60.000 Oberleitungsbusse. Er exportierte seine Produkte, insbesondere das Massenprodukt SiU-9, nach Ungarn, Jugoslawien, Bulgarien, in die Mongolei, nach Argentinien, Kolumbien und Griechenland. 1996 wurde der ehemalige Staatsbetrieb in eine Aktiengesellschaft umgewandelt und trägt seither seinen heutigen Namen. Der Produktionsumfang wurde in diesem Zuge stark verringert, aber die Firma blieb der größte Hersteller von Oberleitungsbussen in Russland und exportiert in verschiedene Nachfolgestaaten der Sowjetunion und nach Äthiopien.

## Produktion

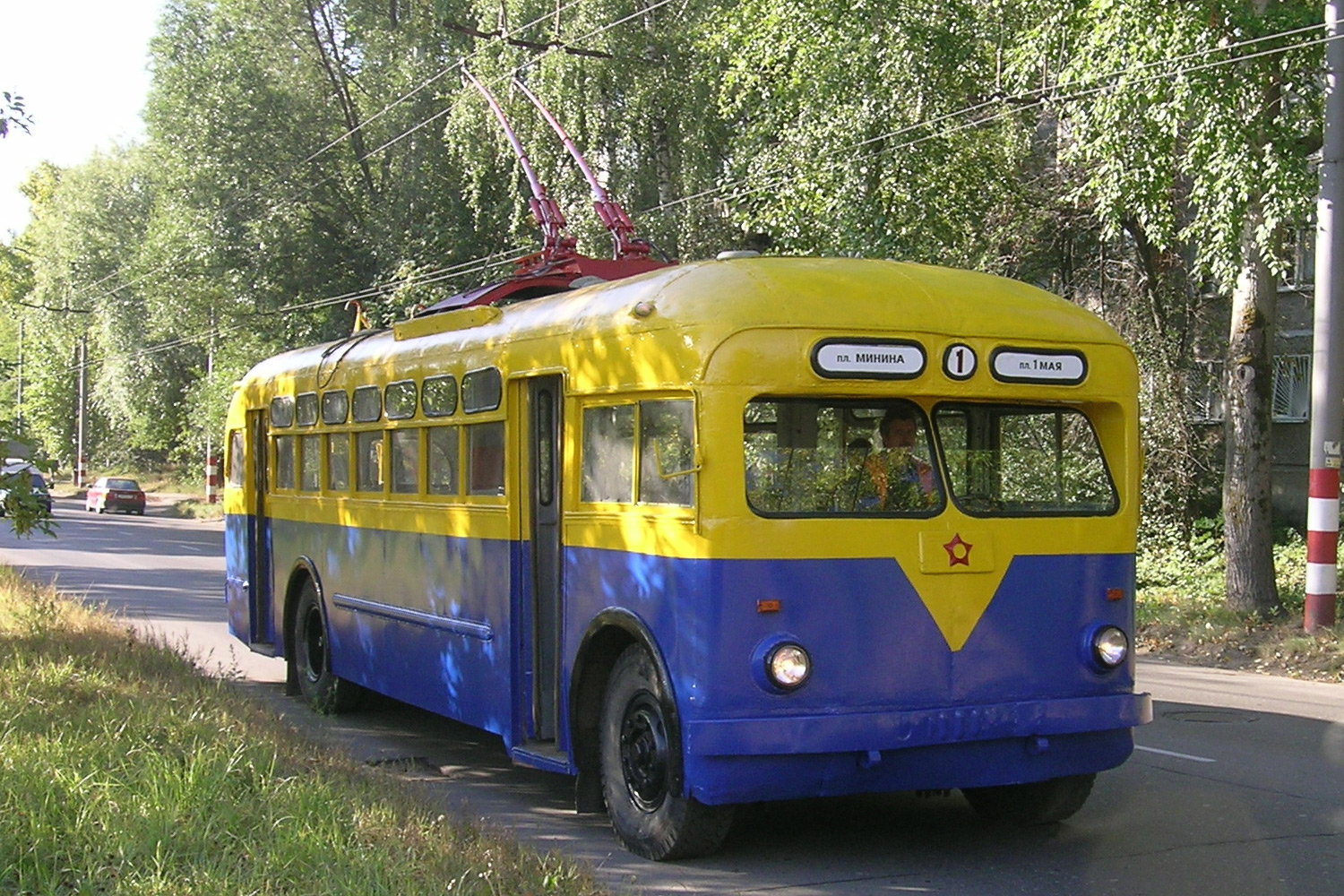
MTB-82 (1951–1960)
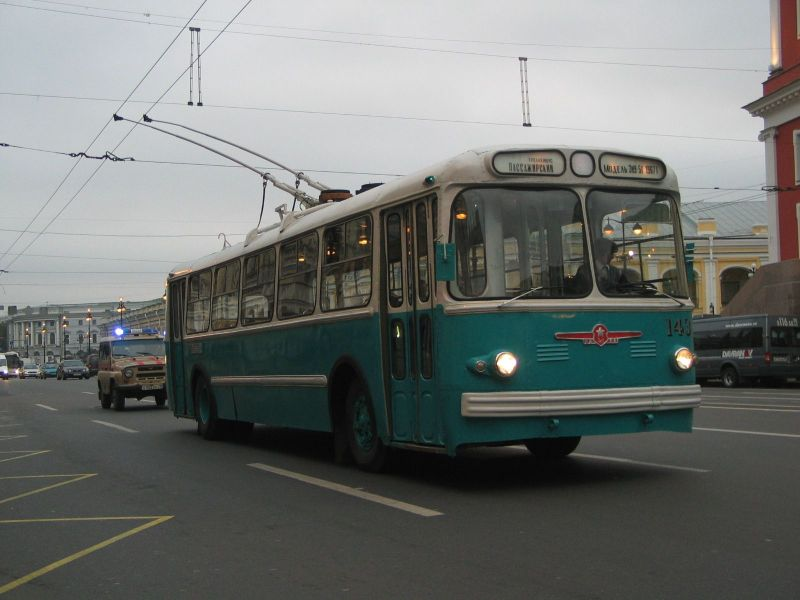
SiU-5 (1959–1972)
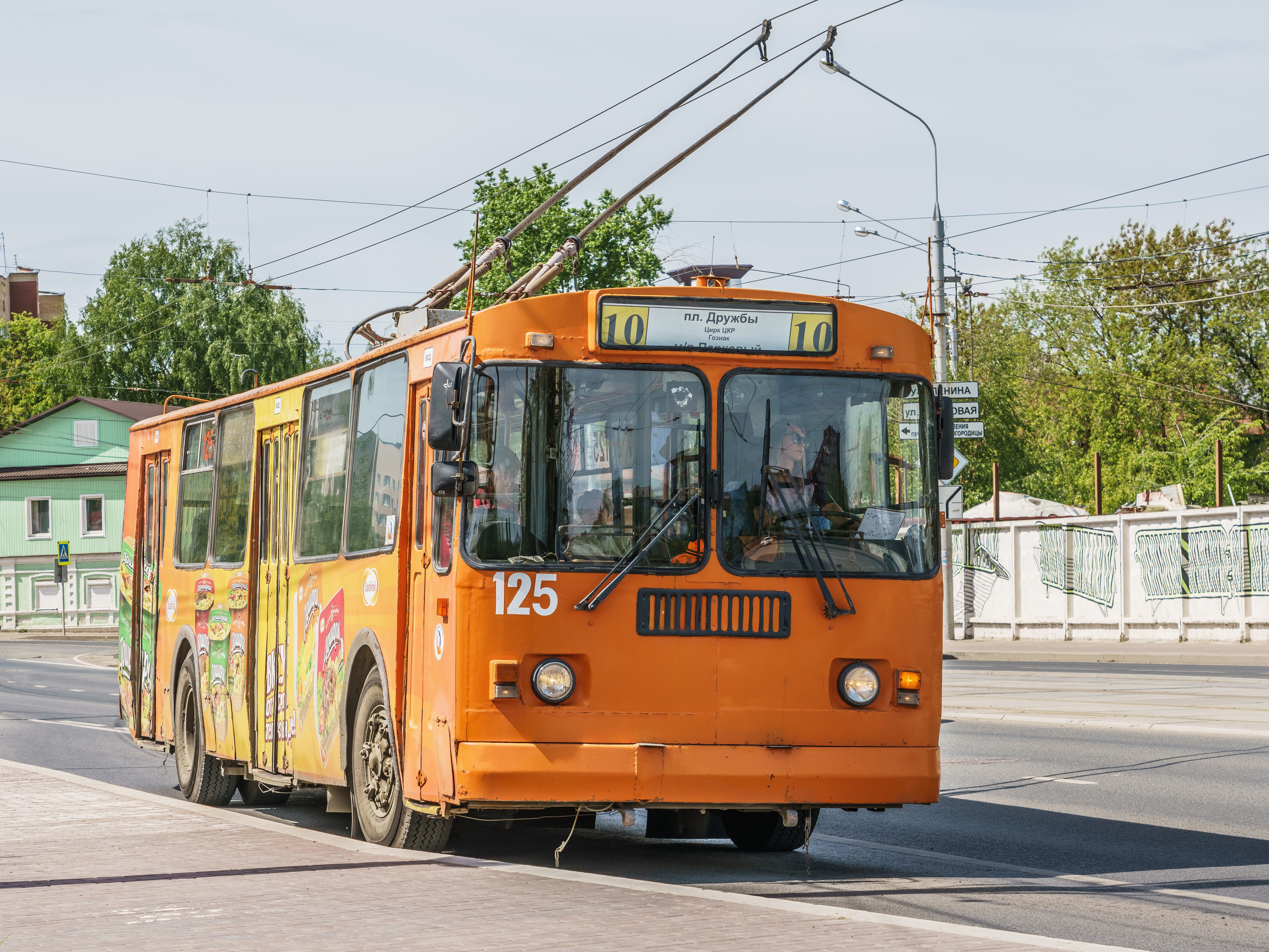
SiU-9 (SiU-682) (1971–2013)
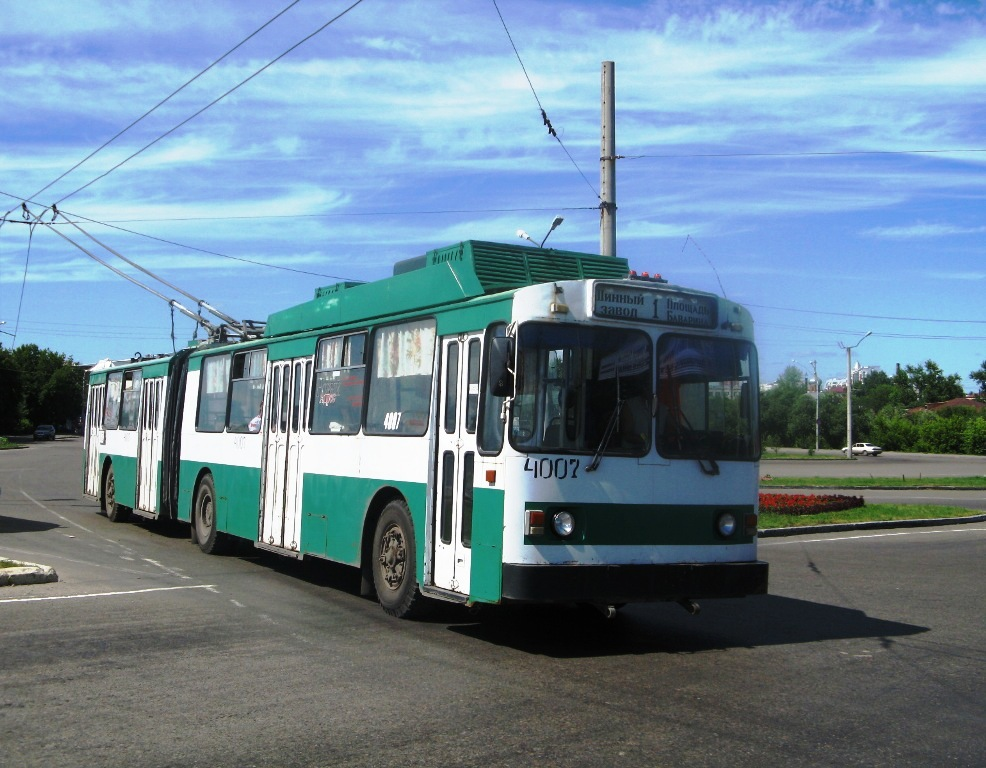
SiU-10 (SiU-683) (1986–2002)
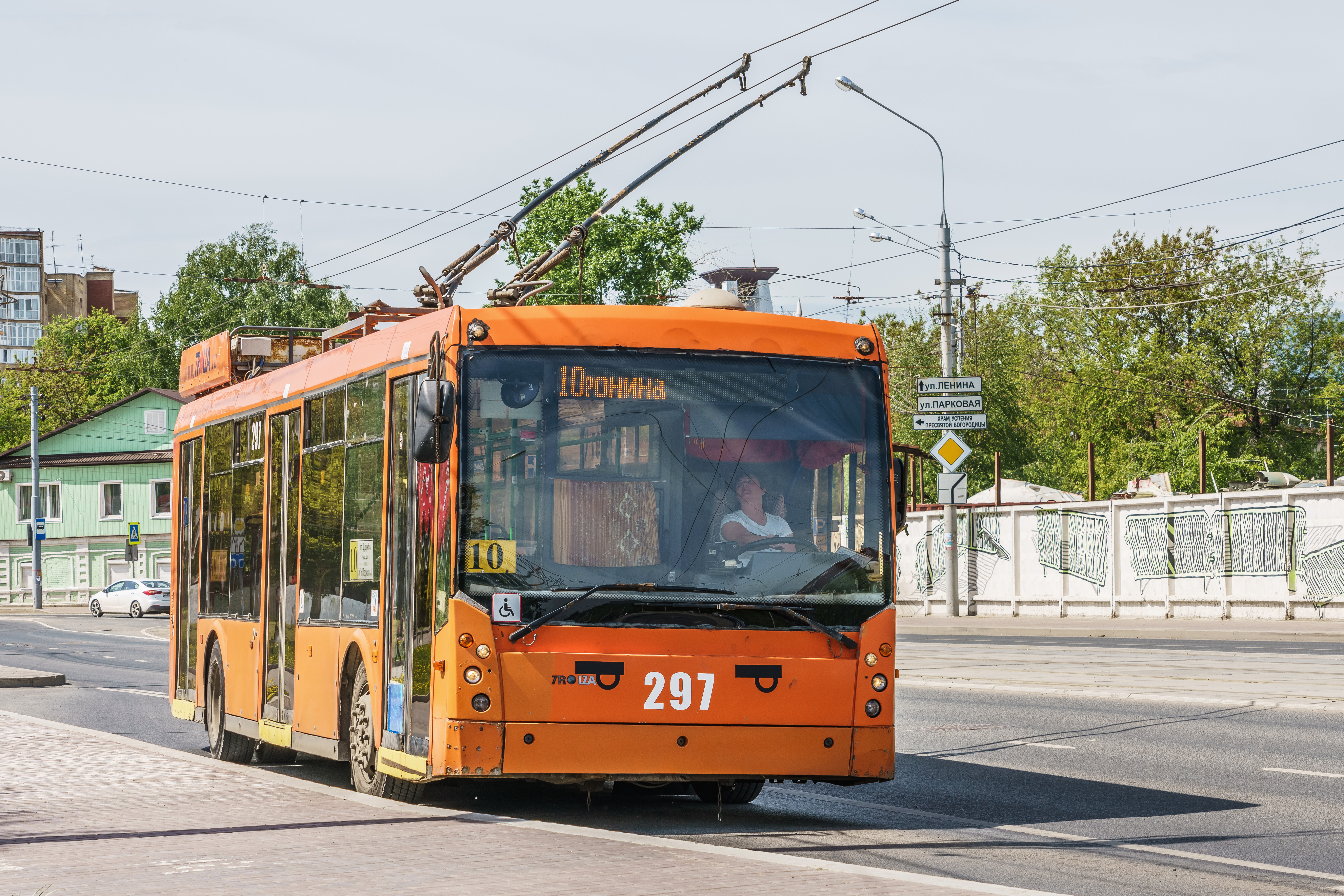
Trolsa-5265 «Megapolis» (seit 2006)
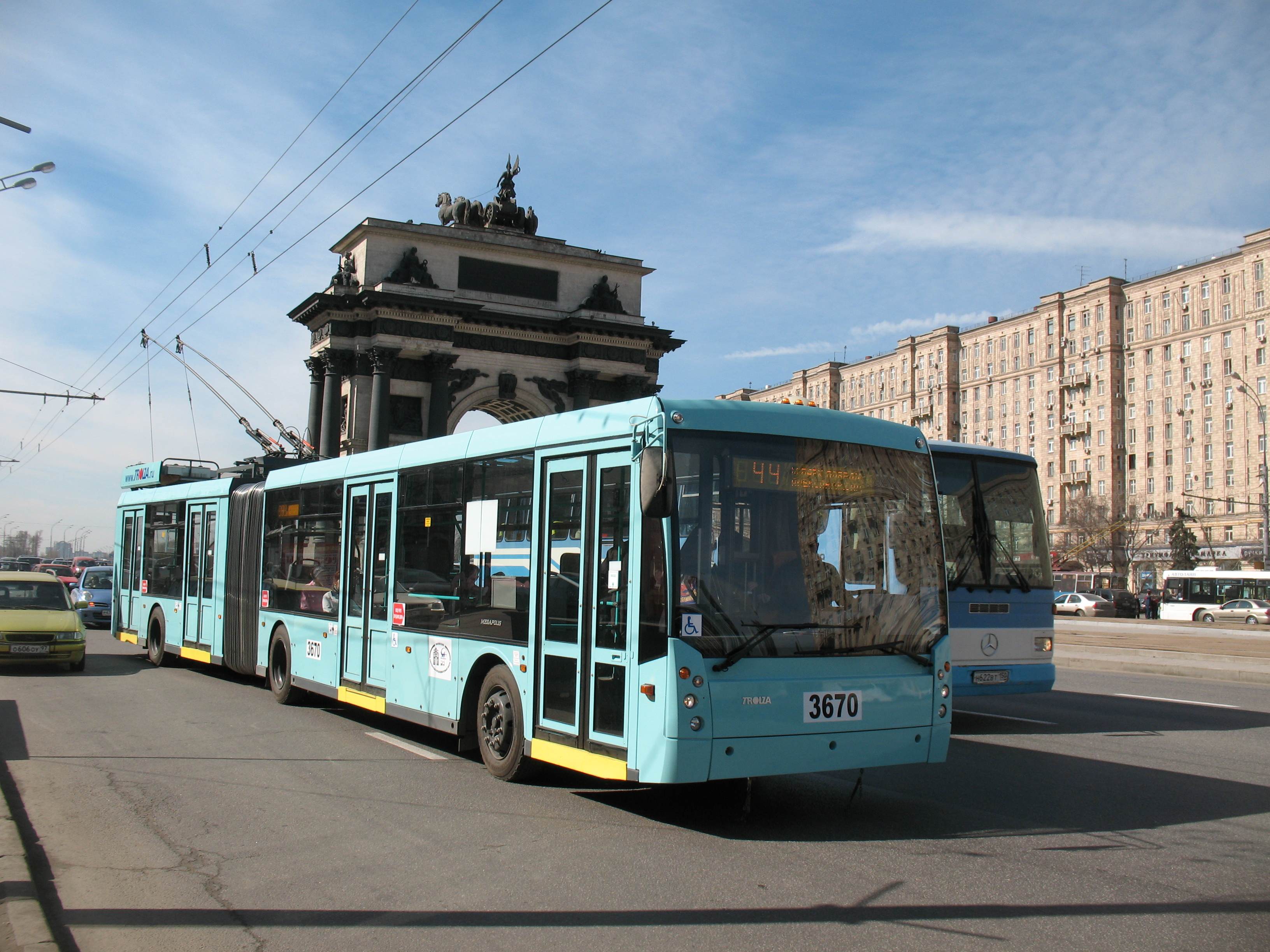
Trolsa-6206 «Megapolis» (seit 2007)